# Jacek Krenz
 Jacek Krenz  (ur. 11 maja 1948 w Poznaniu) – polski architekt, malarz, profesor Wydziału Architektury Politechniki Gdańskiej, Wydziału Architektury, Inżynierii i Sztuki Sopockiej Akademii Nauk Stosowanych, Akademii Sztuk Pięknych w Poznaniu oraz Universidade da Beira Interior w Covilhã w Portugalii.

## Życiorys, działalność naukowa i artystyczna
W latach 70. członek Grupy Kadyńskiej, skupiającej plastyków i architektów związanych z Międzynarodowymi Plenerami „Ceramika dla architektury” w Kadynach. W roku 1980 uzyskał stopień doktora, a w 1997 – doktora habilitowanego. Prowadzi badania na temat warstwy znaczeniowej współczesnej architektury.
Jest współzałożycielem Wioski Artystycznej Wdzydze, członkiem SARP oraz International Society of Visual Arts „WetCanvas”. Jego twórczość w dziedzinie rzeźby, ceramiki i malarstwa była prezentowana na wystawach w kraju i za granicą m.in. w Royal Watercolour Society w Londynie. Założyciel Stowarzyszenia Akwarelistów Polskich. Instruktor międzynarodowego stowarzyszenia Urban Sketchers.
Mąż Katarzyny Boguckiej-Krenz, dziennikarki, pisarki i poetki. 

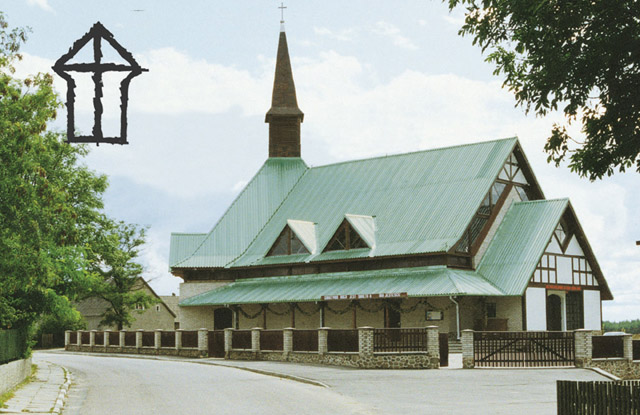
Kościół NMP w Waglikowicach, projekt J. Krenza i P. Locha

## Ważniejsze realizacje
- Willa Festus Sopot, 2006
- Cmentarz Nieistniejących Cmentarzy – Gdańsk, ul. 3 Maja, realizacja 2002. Zespół autorski: Hanna Klementowska, Jacek Krenz, współpraca: Katarzyna Bogucka-Krenz, Michał Krenz, Andrzej Wójcicki, rzeźbiarze: Zygfryd Korpalski, Witold Głuchowski
- Pawilon Gdański na Międzynarodowym Festiwalu 11 Cities/11 Nations Contemporary Nordic Art and Architecture, Leeuwarden, Holandia. 1990. Malarstwo: Teresa Miszkin.
- Kościół w Wąglikowicach. pg.gda.pl. [zarchiwizowane z tego adresu (2007-02-22)].. 1994. (współpraca P. Loch)
- Osiedle Diabełkowo w Gdańsku modernizacje i rozbudowy domów 1986-1995 (współpraca P. Loch, A. Kostka)
- Pomnik Poległych Stoczniowców 1970, 1980 (współpraca)
- Domy jednorodzinne – Gdynia ul. Solna, Sopot ul. Abrahama
- Sala operacyjna Banku NBP przy Bramie Wyżynnej w Gdańsku. Modernizacja 1999. Tektonium – Studio Projektowe – Beata i Piotr Loch; Jacek Krenz.

## Wystawy
- Jacek Krenz Morskie krajobrazy - wystawa akwarel. Kino Żeglarz Jastarnia 08.07-09.08.2023
- Jacek Krenz. Akwarele. Wystawa indywidualna. Dom Aktora, Gdańsk 07-10. 2019
- Poziomy Abstrakcji / The Levels of Abstraction. Individual exhibition of paintings. Galeria Wnętrz City Meble. Gdańsk, Poland. 3-16.06.2017
- Miejsca/Places/Lugares. Jacek Krenz, rysunek i malarstwo. Wystawa indywidualna malarstwa. Polska Filharmonia Bałtycka, Gdańsk, Poland. 11-27.04 2016
- Akwarela / Aquarell / Acquerello I Międzynarodowa Wystawa i Warsztaty Akwareli. Kazimierz Dolny, Muzeum Nadwiślańskie. 2015
- Paisagens, Passagens. Wystawa indywidualna akwarel. Museu de Lanificios, Covilhã, Portugalia. 2014
- The Art of Travel. Individualna wystawa malarstwa i rysunków. Tinturaria Municipal Gallery w Covilhã Portugalia 2012,
- Art in Architectural Education. Tinturaria Municipal Gallery w Covilhã Portugalia 2012,
- Ouvindo Chopin. Espaço Cultural do Chiado da Fundação Sousa Pedro. Lizbona, Portugalia 2010,
- Fernando Pessoa, who am I?. Galeria de Santo António w Monchique, Portugalia 2010,
- Arte e Genero Castelo Branco, Portugalia 2010,
- Exposição Solidária. Casino de Lisboa. Lizbona, Portugalia 2009,
- ARTE ALGARVE. Loulé, Portugalia 2008,
- MEDITERAN 2008. Palaca Milesi, Split, Chorwacja 2008,
- MEDITERAN 2008. City Museum, Trogir, Chorwacja 2008,
- Entre Lisboa e Varsovia. Centro Chiado, Lisbona, Portugalia 2008,
- Entre Serra e Mar. Galeria Municipal w Castelo de Vide, Portugalia 2007,
- Aristas Polacos em Portugal. Galeria Municipal w Oeiras, Portugalia 2007,
- 21st Century Watercolour. the Royal Watercolour Society’s Bankside Gallery, Londyn 2005 i 2006.
- Watermarks. The Old Market House Arts Centre w Dungarwan, Irlandia 2006,
- Watermarks. Museu de Lanifícios w Covilhã, Portugalia 2006
- 100/100. Galeria Labirynt w Krakowie, 2005
- Szukam cię, morze w Lebie, 2005
- Aquametria w Lebie, 2004
- 100/100. Farum Kulturhus w Danii 2005,
- The Municipal Gallery w Dignano (Vodnjan) Chorwacja 2001
- Drawings. TU Delft Faculty of Architecture, Holandia 1987
- Rysunki. Stowarzyszenie Architektów Polskich, Gdańsk, 1986
- Dutch Influences in Gdańsk Architecture. Ratusz w Rotterdamie, Holandia 1986,
- Dutch Influences in Gdańsk Architecture. Ratusz w Haarlemie, Holandia 1985,

## Książki
- Krenz J., Latem w Jastarni. Region, 2022, ISBN 978-83-7591-855-7 II miejsce w Konkursie Literatury Kaszubskiej i o Kaszubach 2023, w dziale Literatura piękna i literatura faktu o Kaszubach / z Kaszubami w tle.
- Krenz J., Teixeira J. S.: Castelo Branco: akwarela & poesia. Castelo Branco: Junta de Freguesia de Castelo Branco, 2016, ISBN 978-989-99659-0-4
- Krenz J., City in my eyes. [w:] Sketch City: Tips and Inspiration for Drawing on Location. Rozdział w książce s.132-145, Gingko Press Inc. 2015. 978-1584235927
- Krenz J., Ideograms in Architecture. Between Sign and Meaning, Covilha: Universidade da Beira Interior, 2012
- Krenz J., Ideogram: from Idea to Architectural Form, Covilha: Universidade da Beira Interior, 2014, ISBN 978-989-654-146-0
- Jacek Krenz, Ideogramy architektury. Między znakiem a znaczeniem, Pelplin: Wydawnictwo Bernardinum, 2010, ISBN 978-83-7380-806-5, OCLC 750718596. Brak numerów stron w książce
- Jacek Krenz, Architektura znaczeń, Gdańsk: Wydawnictwo Politechniki Gdańskiej, 1997, ISBN 83-86537-55-8, OCLC 749519545. Brak numerów stron w książce